# Thermocyclops rylovi
Thermocyclops rylovi – gatunek widłonoga z rodziny Cyclopidae. Opisał go w 1928 roku radziecki zoolog Siergiej Smirnow, nadając mu nazwę Mesocyclops rylovi.